# À contre-sens 2 : Londres
Pour les articles homonymes, voir À contre sens.
Ne doit pas être confondu avec le film romantique espagnol À contre-sens 2.
Série
À contre-sens : Londres
Pour plus de détails, voir Fiche technique et Distribution.
À contre-sens 2 : Londres (Your Fault: London) est un film romantique britannique, suite de À contre-sens : Londres, réalisé par Dani Girdwood et Charlotte Fassler, dont la sortie est prévue pour 2026.
Il s'agit d'un remake du film espagnol À contre-sens 2, adapté du roman Culpa Tuya écrit par Mercedes Ron.

## Distribution
- Asha Banks (VF : Milena Hernandez ; VQ : Estelle Fournier) : Noah Morgan
- Matthew Broome (VF : Loïs Vial ; VQ : Xiao Yi Hernan) : Nicholas « Nick » Leister
- Eve Macklin (VF : Amandine Longeac ; VQ : Julie Beauchemin) : Ella Morgan
- Ray Fearon (VF : Julien Rampon-Lamard ; VQ : Gilbert Lachance) : William Leister
- Enva Lewis (VF : Amélia Ewu ; VQ : Florence Blain Mbaye) : Jenna
- Kerim Hassan (VF : Sébastien Mortamet ; VQ : Frédéric Millaire Zouvi) : Lion
- Sam Buchanan (en) (VF : Michaël Maïno ; VQ : Marc-André Brunet) : Ronnie Burns
- Louisa Binder : Sophia Aiken
- Joel Nankervis : Michael
- Scarlett Rayner : Briar
- Orlando Norman : Cruz
- Nicole Ansari-Cox : Professeure Olivia Woodgate
- Sekou Diaby : Zach

## Production
Le 7 mai 2025, Amazon Prime annonce sur les réseaux sociaux deux suites au film À contre-sens : Londres, qui sortiront dans plus de 240 pays. Le 17 juillet 2025, Amazon Prime dévoile sur les réseaux sociaux que Louisa Binder, Joel Nankervis, Scarlett Rayner, et Orlando Norman ont rejoint le casting. 

### Tournage
Le tournage est annoncé en juin 2025 et se déroule entre Londres et Oxford,, mais aussi à Overton, dans l'Hampshire. L'université d'Oxford fait également partie des lieux du tournage. Le 15 juillet 2025, les acteurs annoncent la fin du tournage.